# 28516 Möbius
28516 Möbius là một tiểu hành tinh vành đai chính với chu kỳ quỹ đạo là 1571.4431759 ngày (4.30 năm).
Nó được phát hiện ngày 27 tháng 2 năm 2000.